# Ophiocentrus aculeatus
Ophiocentrus aculeatus är en ormstjärneart som beskrevs av Ljungman 1867. Ophiocentrus aculeatus ingår i släktet Ophiocentrus och familjen trådormstjärnor. Inga underarter finns listade i Catalogue of Life.